# Lobophytum caputospiculatum
Lobophytum caputospiculatum är en korallart som beskrevs av Li 1984. Lobophytum caputospiculatum ingår i släktet Lobophytum och familjen läderkoraller. Inga underarter finns listade i Catalogue of Life.